# Mortagne-du-Nord
Mortagne-du-Nord är en kommun i departementet Nord i regionen Hauts-de-France i norra Frankrike. Kommunen ligger i kantonen Saint-Amand-les-Eaux-Rive droite som tillhör arrondissementet Valenciennes. År 2022 hade Mortagne-du-Nord 1 581 invånare.

## Befolkningsutveckling
Antalet invånare i kommunen Mortagne-du-Nord
| Referens: INSEE |